# Wendy McElroy

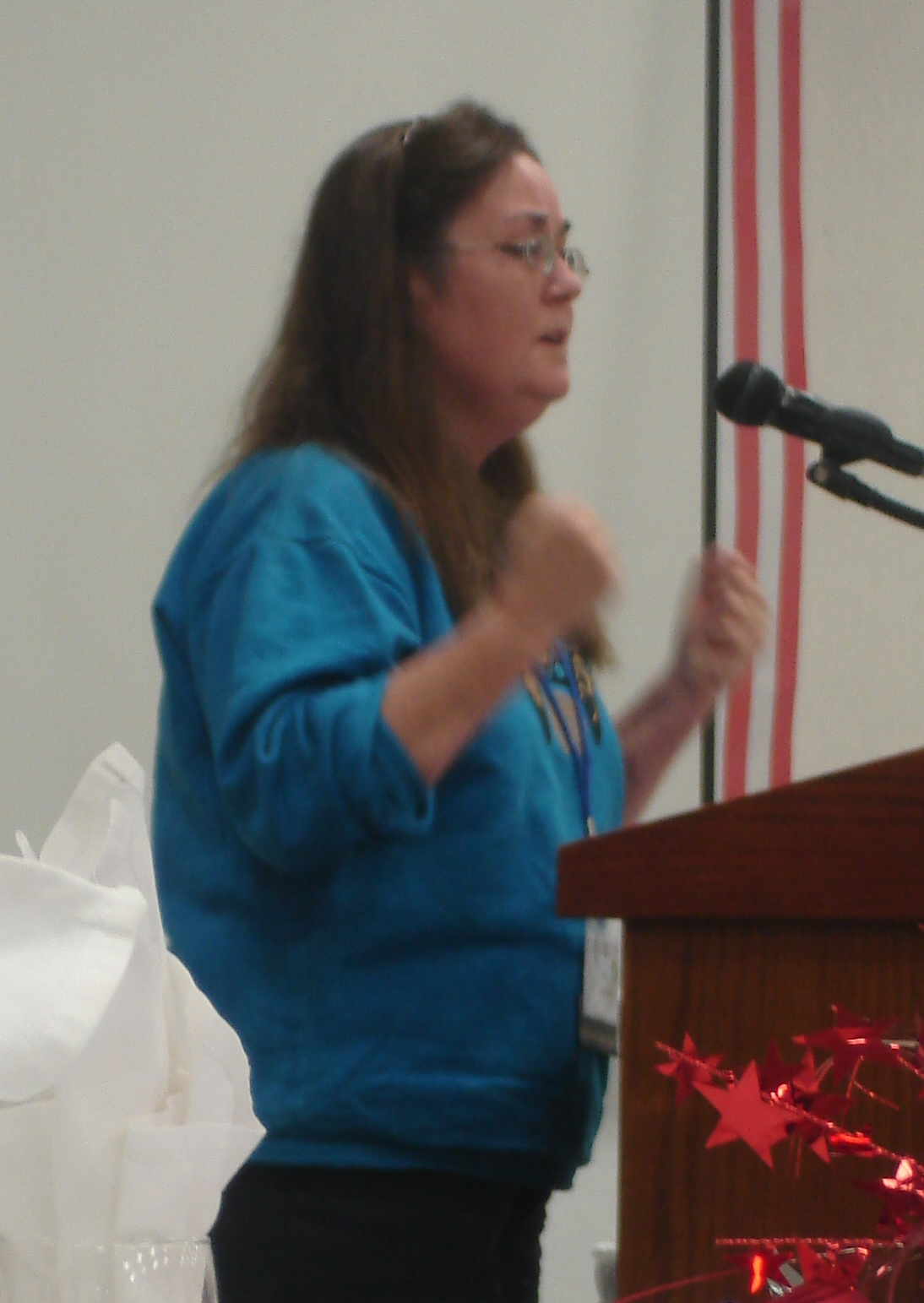
Wendy McElroy w 2006 podczas wykładu w Springfield

Wendy McElroy (ur. 1951) – kanadyjska dziennikarka, feministka indywidualistyczna oraz anarcho-indywidualistka. Razem z Carlem Watnerem i George’em H. Smithem założyła w 1982 magazyn „The Voluntaryist”.
Raz w tygodniu pisze w swojej kolumnie na FoxNews.com. Jest także redaktorem ifeminists.com, współredaktorem magazynów „Ideas on Liberty”, „The New Libertarian”, „Free Inquiry” oraz „Liberty”. Pracuje także w zespole naukowym w Independent Institute.

## Poglądy
McElroy identyfikuje siebie z feminizmem proseksualnym: broni dostępności do pornografii, a także potępia feminizm antypornograficzny. Określa siebie jako popierającą wolny rynek. Nie potępia kapitalizmu, lecz woli siebie nazywać wolnorynkową: „to jest to co chce dla społeczeństwa: niekoniecznie porządek kapitalistyczny, ale wolny rynek, w którym każdy mógłby dokonywać bezkonfliktowych wyborów swoim własnym ciałem i pracą”. Duży wpływ na jej poglądy ekonomiczne miały takie osoby jak: Ayn Rand, Murray Rothbard czy Benjamin Tucker. Jest przeciwniczką policji – uważa, że ludzie powinni bronić się sami. 
Jest głośną zwolenniczką whistleblowerowej strony WikiLeaks.

## Publikacje
- National Identification Systems: Essays in Opposition, razem z Carl Watner(2004)
- Debates of Liberty: An Overview of Individualist Anarchism, 1881–1908 (2003)
- Liberty for Women: Freedom and Feminism in the Twenty-First Century (2002)
- Sexual Correctness: The Gender-Feminist Attack on Women (2001)
- Dissenting Electorate: Those Who Refuse to Vote and the Legitimacy of Their Opposition, razem z Carl Watner (2001)
- Individualist Feminism of the Nineteenth Century: Collected Writings and Biographical Profiles (2001)
- Queen Silver: The Godless Girl (1999)
- Freedom, Feminism, and the State, razem z Lewis Perry (1999)
- The Reasonable Woman: A Guide to Intellectual Survival (1998)
- XXX: A Woman's Right to Pornography (1995)
- Liberty, 1881–1908: A Comprehensive Index (1982)